# Машиностроительный завод имени М. И. Калинина
ПАО «Машиностроительный завод имени М. И. Калинина» (МЗИК, ЗиК) — советское/российское промышленное предприятие — производитель военной техники. Входит в АО "Концерн ВКО «Алмаз-Антей».

## История
10 июля 1866 года образована орудийная мастерская в г. Санкт-Петербург, русская артиллерия стала нарезной.

1882 год — мастерская превращается в завод.

1914 год — завод получает название Петроградский. Выпуск крупнокалиберной и зенитной артиллерии.

1919 год — завод эвакуируется в Подмосковье, в п. Подлипки.

1922 год — завод получает имя М. И. Калинина.

1928 год — завод получает наименование Завод № 8 имени М. И. Калинина.

1930 год — разработаны артиллерийские орудия средних калибров.

1939 год — разработана 85-миллиметровая пушка, за создание которой завод получил орден В. И. Ленина.

1941 год — В октябре завод эвакуирован в г. Свердловск, в декабре 1941 года изготовленные на заводе первые пушки ушли на фронт. За годы войны завод выпустил более 20 000 орудий. За вклад завода в обеспечение разгрома немецко-фашистских войск завод награждён Орденами Трудового Красного Знамени (в 1941 году) и Отечественной Войны I степени (в 1945 году).

1957 год — завод прекращает выпуск ствольной артиллерии и переходит к выпуску зенитных управляемых ракет.

1960 год — сбит американский самолёт-разведчик U-2 ракетой 13 Д, изготовленной на Заводе № 8.

1960—1991 г. Создание новых образцов оружия. Производство ракет и пусковых установок для Военно-Воздушных сил, Сухопутных войск, ВМФ СССР. Освоение выпуска малогабаритных вилочных погрузчиков.

1992—2006 г. Сохранение и восстановление разработки и производства продукции военного и гражданского назначения.

2002 год — Начало реформирования предприятия.

Наши дни — Реформирование предприятия. Создание новых образцов оружия и гражданской продукции

## Основные акционеры
- Общество с ограниченной ответственностью «Вагран» — 9,4 % уставного капитала и 11,4 % обыкновенных акций.
- Открытое акционерное общество «Концерн ПВО „Алмаз-Антей“» — 51,8 % уставного капитала и 64,50 % обыкновенных акций[3].

## Продукция

### Гражданская
На сегодняшний день завод выпускает следующую гражданскую продукцию:

#### Коммунальная вакуумная тротуароуборочная машина МК-1500М2 (снята с производства)
Для поддержания чистоты на городских улицах, прилегающих территориях домов, а также в промышленных зонах предприятий незаменимым средством механизированной уборки ровных поверхностей с твёрдым покрытием является коммунальная машина МК-1500М2. Машина предназначена для подметания и транспортирования смёта в бункере, с последующей выгрузкой способом самосвала. Захват и загрузка смёта производится подметальной и вакуумной системой, позволяющей производить экологически чистую уборку. Снята с производства.

#### Коммунальная вакуумная тротуароуборочная машина МК2000
Коммунальная машина МК2000 — новая разработка ПАО «МЗИК». Как и её предшественница МК-1500М2, новая машина предназначена для круглогодичного использования благодаря тому, что на базе шасси машины можно «собирать конструктор» из различных сменных узлов. Но, тем не менее, основное (базовое) исполнение машины — летняя вакуумная уборка территории. В новой подметальной машине применены масса принципиально новых конструктивных решений, улучшающих её потребительские и экологические свойства. При этом учтены как богатый опыт эксплуатации коммунальной машины МК-1500М2, так и современные тенденции, применяемые в такой технике. Одним из таких решений является возможность работы на газомоторном топливе (до МК2000 на российском рынке, по крайней мере, российском, были представлены только дизельные аналоги). Коммунальная машина МК2000 была создана как продукт импортозамещения по контракту с Минпромторгом России.

#### Электрические погрузчики серии МР-20
Серийное производство электропогрузчиков серии MP20 началось в 2014 году. Поэтому данные погрузчики отвечают всем современным требованиям как по техническим и эксплуатационным параметрам, так и эргономическим, обеспечивая комфортную и безопасную работу. Три модели этой серии характеризуются компактностью (общая ширина от 1,09 до 1,16 м), расширенным диапазоном применения (грузоподъемность от 1,6 до 2 т, высота подъёма от 2,8-3,2 до 4,5-6 м), большим спектром дополнительного навесного оборудования.

#### Электрические погрузчики ЭП-103КАС (снят с производства)
С асинхронным приводом, грузоподъемностью 1000 кг обладает наилучшими характеристиками в соотношении цена/качество и предназначен для перемещения и укладки грузов на открытых площадках и в закрытых помещениях: на базах, в складах, в пакгаузах, в трюмах судов, в железнодорожных вагонах и других местах, оборудованных твердым и ровным покрытием.

#### Платформенные электротележки ЭТ-2054
Предназначена для перевозки грузов массой не более 2 000 кг внутри помещений и на открытых площадках с ровным дорожным покрытием (асфальт, бетон) на предприятиях промышленности, транспорта и других отраслей народного хозяйства.

#### Бытовая техника
В 1990—1991 годах завод выпускал электрокастрюлю тиховарку «Парёнка».

### Военная
- Боевые средства зенитно-ракетной системы С-300В;
- Боевые средства зенитно-ракетного комплекса «БУК-M1»;
- Боевые средства ЗРК «Круг» (производились в 60-е — 70-е годы);
- Боевые средства ЗРК «Куб» (производились в 60-е — 70-е годы).

## Награды
- Орден Ленина (16.01.1939) — за исключительные заслуги перед страной в деле вооружения РККА, создания и освоения новых образцов вооружения
- Орден Трудового Красного Знамени (12.05.1941)
- Орден Отечественной войны I степени (09.07.1945)[9]
- Орден Октябрьской Революции (24.02.1976)

## Санкции
В сентябре 2014 года, из-за войны в Донбассе, завод попал под санкции США, а 8 октября 2014 года - под санкции Канады
19 октября 2022 года, на фоне вторжения России на Украину, предприятие внесено в санкционный список Украины.
23 февраля 2024 года завод включён в санкционный список стран Евросоюза как «предприятие, разрабатывающее  оборудования для ЗРК С-300В и БУК-М1, стоящих на вооружении Вооружённых Сил РФ».

## Происшествия
9 ноября 2016 года произошло обрушение бетонных конструкций между 42-м (где велись листоштамповочные работы) и 10-м цехами, в результате чего рухнула кровля здания. Всего в цехах находилось 119 человек, 101 из них был эвакуирован. Спасатели извлекли из-под завалов 14 человек живыми. 4 человека погибли. Во время разбора завалов чуть не погиб спасатель с собакой. Здание, в котором размещались 2 цеха было старым (1950-х годов постройки) и капитального ремонта в нём не проводилось (проводился лишь ремонт кровли). Для разбора завалов было решено задействовать два 50-тонных крана. Обрушение лишь незначительно повлияло на работу предприятия. По факту обрушения конструкций возбуждено уголовное дело. Концерн военно-космической обороны «Алмаз — Антей», которому принадлежит машиностроительный завод им. Калинина в Екатеринбурге, окажет помощь семьям погибших и пострадавшим при обрушении кровли, сообщает пресс-служба концерна.

## Галерея
- Участники лыжных гонок. Подлипки, 1936
- Отправка зенитных орудий на фронт. Свердловск, 1943
- ЗРК «Круг» в Артиллерийском музее Санкт-Петербурга
- С-300 «Фаворит»
- Коммунальная машина производства ЗиК